# 元貴靡
元貴靡（？—前51年），是乌孙昆弥翁归靡和漢朝公主刘解忧的儿子。
元貴靡在翁归靡时一度立为太子，元康二年（前64年），翁归靡上书汉宣帝为元貴靡向汉室求婚。元康四年（前62年）汉朝以解忧公主侄女刘相夫为公主与配。神爵二年（前60年）长罗侯常惠送刘相夫前往。途中，得知翁归靡死，乌孙贵族立军须靡子泥靡为昆弥。刘相夫以元貴靡没有即位而还。甘露元年（前53年），元貴靡的异母兄弟烏就屠杀死昆弥泥靡。由于烏就屠不是漢公主刘解忧所生，他阻止元贵靡继承昆弥之位。汉朝遣破羌将军辛武贤，备边乌孙。刘解忧的侍女冯嫽晓以利害，劝说乌就屠。乌就屠同意和解。汉朝以元贵靡为大昆弥，乌就屠为小昆弥，皆赐印绶，大昆弥户六万余，小昆弥户四万余，但人心向小昆弥乌就屠。汉朝倾向于大昆弥，甘露三年（前51年），大昆弥元貴靡在位三年後去世，儿子星靡继立。